# L'università dell'odio
L'università dell'odio (Higher Learning) è un film drammatico del 1995 diretto da John Singleton.
Non accreditata, nel film appare Gwyneth Paltrow, nel ruolo di una studentessa.

## Trama
Alla Columbus University arrivano tre nuove matricole: Kristen, ragazza amichevole ma ingenua; Remy, giovane molto tranquillo; e Malik Williams, giovane nero quarterback nonché molto popolare, con una borsa di studio in atletica e un brillante futuro nel football.
La compagna di stanza di Kristen, Monet, e Malik partecipano a una festa in dormitorio, organizzata dal compagno di stanza all'ultimo anno di Remy, fervente militante del black power Fudge White: infastidito dal rap sparato a tutto volume durante la festa mentre lui invece sta tentando di studiare, Remy contatta in chiamata anonima i guardiani del campus per interrompere i festeggiamenti. Visti i brutti modi della "polizia", Fudge si lamenta del fatto che essi, bianchi, puniscano severamente solo gli studenti neri, mentre sopportano la musica "montanara" proveniente da un'altra festa, ovviamente di soli bianchi.
Tornando al dormitorio, Kristen conosce Taryn, una studentessa apertamente lesbica e amante del girl power, che la mette in guardia dal camminare da sola a tarda notte, e in più la invita ad un corso di scienze politiche a cui ella ha aderito. Questo corso è diretto dal professor Maurice Phipps, un uomo di colore anch'egli contro la politica razzista della scuola, che sfida i suoi studenti a formare la propria identità da soli anziché lasciare che gli altri lo facciano con giudizi infondati. Più tardi Fudge e il suo migliore amico Dreads sparano dell'hip hop a tutto volume, cosa che porta Remy, che stava studiando, a lamentarsi col compagno Fudge, che lo minaccia: perciò Remy si trasferisce e scopre che il suo compagno di stanza, David, è ebreo.
Intanto Billy, un senior della confraternita, durante una festa approfitta dell'ubriachezza di Kristen per portarla in una stanza, e stuprarla: finita la festa, Monet ritrova Kristen piangere sul suo letto, quindi chiama lo stupratore Billy, che arriva a chiamarlo negro quando egli si rifiuta di fargli parlare con Kristen. Arrabbiato, Monet chiama lo spesso Fudge, che chiama tutti i suoi amici della gang per affrontare Billy a una festa: qui Fudge si fa indicare da Kristen il violentatore, che lui e i suoi trascinano fuori e costringono a scusarsi con Kristen. Questa si unisce al corso di scienze politiche e al gruppo di amici di Taryn, con cui finalmente si apre riguardo allo stupro subìto: consolandola, Taryn giustamente la esorta a denunciare il tutto e, col passare dei giorni, le due si avvicinano sempre di più.
Intanto, isolandosi sempre più, Remy viene avvicinato da Scott Moss, vero e proprio neonazista, con cui finisce per stringere un'amicizia, assieme ai suoi amici skinhead, James e il minaccioso sollevatore di pesi Knocko. Con loro Remy passa sempre più tempo, convincendosi da loro che "l'uomo bianco è in pericolo" e, dopo il fatidico "rito di iniziazione", entra ufficialmente nel gruppo neonazista di Scott.
Dopo aver partecipato a una manifestazione contro la violenza sulle donne con Taryn, Kristen le chiede di dormire assieme, ma la prima la respinge non vedendola sicura, così Kristen inizia relazioni separate sia con Taryn che con Wayne, che non sanno della relazione "doppia".
Dopo aver pesantemente insultato (ovviamente per la sua pelle) Malik, Remy addirittura minaccia lui e David (ovviamente perché ebreo) con una pistola, e alla fine scappa e lascia l'università: ancora una volta, il razzista sergente Bradley presume che la colpa sia sempre e solo di Malik, e lascia scappare il colpevole Remy. Malik va perciò a vivere nell'unico posto dove è accettato, ovvero con Fudge e i suoi amici, mentre Remy va a vivere con Scott e i suoi alleati neonazisti.
Presto tra le due bande giungono ad una rissa, vinta da Fudge, essendo egli nato e cresciuto nella violenza del ghetto nero. Scott convince Remy a non abbandonare la Columbus e gli mostra la sua vera collezione di pistole, incluso un fucile d'assalto, che nasconde nella sua stanza. Da Scott arriva così la domanda decisiva: Remy è disposto o no a uccidere per la "razza bianca"?.
Kristen e Monet intanto organizzano una marcia della pace, il "Peace Fest", tra gli studenti: approfittando della calca, Remy prende il fucile d'assalto di Scott e la prima a venir colpita è Deja, fidanzata di Malik, che muore tra le sue braccia. Distrutto e irato, Malik trova Remy e tenta di strangolarlo per vendicare l'amata, ma la polizia arriva nel momento sbagliato e trascina via Malik per picchiarlo a sangue; Remy però ha un esaurimento e si scusa in lacrime per tutto quello che ha fatto, per poi puntarsi la pistola alla testa e suicidarsi prima che il sergente Bradley possa fermarlo. Sulla scena mancava solo Scott, che accorre con la sua banda e inizia ad intonare motti neonazisti per la morte del compagno. A salvare la situazione è l'unico adulto saggio del campus, il professor Phipps, che annuncia l'imminente espulsione di Scott e i suoi, cacciandoli finalmente via.
Qualche giorno più tardi, Malik chiede a Phipps che ne sarà del suo futuro, e l'uomo confida di nutrire sincera speranza in lui. Più tardi, Malik e Kristen parlano, e la ragazza si sente responsabile della morte di Deja poiché era stata lei ad organizzare l'evento, anche se lui le assicura del contrario.
Finalmente tutti si laureano alla Colombus University, e prima che la scena si chiuda del film si vede il professor Phipps uscire dal suo ufficio alzando la bandiera americana ed il pugno chiuso del black power al cielo.

## Produzione

### Riprese
Le riprese del film, iniziate tra settembre e novembre 1993 e poi riprese dal 14 febbraio al 21 maggio 1994, si svolsero interamente a Los Angeles, California.

## Distribuzione
Il film venne distribuito, dalla Columbia Pictures, nelle sale cinematografiche statunitensi l'11 gennaio 1995, mentre in Italia dal 12 luglio dell'anno successivo.

## Colonna sonora
La colonna sonora è costituita, oltre che da produzioni originali del compositore del film Stanley Clarke, anche da brani di Tori Amos, Ice Cube (col singolo scritto appositamente per il film Higher), Rage Against the Machine, Outkast e altri.
La colonna sonora, pubblicata il 3 gennaio 1995, raggiunse il 39º posto della mitica Billboard 200, nonché la 9ª posizione della lista dei "migliori album R&B/Hip-Hop".

## Accoglienza

### Incassi
Il film incassò in totale 38.290.723 dollari esatti, contro un budget di circa $ 10 milioni, aggiudicandosi così il 44º posto nella classifica degli incassi più alti del 1995. In particolare solo alla fine della sua prima settimana d'apertura, guadagnò ben 13.276.662 dollari.

### Critica
Il film ha ricevuto recensioni contrastanti: per esempio sul sito web Rotten Tomatoes riceve il 45% delle recensioni professionali positive, con un voto medio di 5,30/10, basato su 40 recensioni.
Su Metacritic il film ottiene un punteggio medio di 54 su 100, basato su 20 critiche, indicando "recensioni contrastanti o nella media". Roger Ebert elogiò la regia di John Singleton e le tematiche impegnate toccate, come il razzismo e il lesbismo, assegnando al film 3 stelle su 4; anche Time Out definì la regia di Singleton "elegante e intelligente".
Infine, per il New York Times, Janet Maslin scrisse che il film non era all'altezza delle aspettative, risultando "un esempio, seppur non voluto, di meschinità".

## Riconoscimenti
- 1996 - NAACP Image Award[13]
  - Miglior attore non protagonista a Laurence Fishburne
  - Candidatura per il miglior attore non protagonista a Ice Cube[14]

## Curiosità
- Per il suo essere così caratteristico, il personaggio di Malik, ormai laureato, appare anche nella commedia Un ragazzo veramente speciale (1996), dove è sempre interpretato da Omar Epps.[15]